# レスター・シティFCの選手一覧
レスター・シティFCの選手一覧は、レスター・シティFCに在籍経験を持つ選手の一覧である。

## 歴代所属選手

### GK
- ゴードン・バンクス (1959-1967)
- ピーター・シルトン (1963-1974)
- ジェリコ・カラッツ (1995-1996)
- ケーシー・ケラー (1996-1999)
- ティム・フラワーズ (1999-2003)
- イアン・ウォーカー (2001-2005)
- スチュアート・テイラー (2004-2005)
- ラース・ハーシュフェルド (2005)
- ヒュレプ・マールトン (2007)
- ベン・アニック (2008)
- デイビッド・マーティン (2008-2009)
- トニー・ワーナー (2009)
- マーク・バン (2009)
- デイヴィッド・ストックデイル (2009)
- クリス・カークランド (2010)
- カール・イケメ (2010)
- リカルド・ペレイラ (2011)
- カスパー・シュマイケル (2011-2022)
- ベン・ハマー (2014-2018)
- マーク・シュワルツァー (2015-2016)
- ロン＝ロベルト・ツィーラー (2016-2017)
- ダニエル・イヴェルセン (2016-2025)
- エルディン・ヤクポヴィッチ (2017-2022)
- ダニー・ウォード (2018-2025)
- ヴィクトル・ヨハンソン (2018-2020)
- ヤクブ・ストラーチェク (2019-)
- アレックス・スミシーズ (2022-2024)
- マッズ・ハーマンセン (2023-)
- アスミル・ベゴヴィッチ (2025-)

### DF
- テリー・フェンウィック (1990-1991)
- ポントゥス・コマルク (1995-1999)
- ロビー・サヴェージ (1997-2002)
- マット・エリオット (1997-2005)
- フランク・シンクレア (1998-2004)
- リチャード・ステアマン (1998-2008)
- ダミアン・デラニー (2000-2002)
- リアム・ムーア (2001-2016)
- ヤコブ・ラウルセン (2002)
- ベン・サッチャー (2003-2004)
- スティーヴ・ハウィー (2003-2004)
- ニコス・ダビザス (2003-2005)
- マーティン・キーオン (2004-2005)
- ダニー・ティアット (2004-2007)
- ジョー・マトック (2004-2009)
- パディー・マッカーシー (2005-2007)
- パトリック・キスノーボ (2005-2009)
- ガレス・マコーリー (2006-2008)
- ホセイン・カエビ (2007-2008)
- ラドスティン・キシシェフ (2007-2008)
- ブリュノ・ヌゴッティ (2007-2009)
- ルーク・トーマス (2008-)
- マーク・エドワージー (2008-2009)
- ケリー・ギルバート (2008-2009)
- マイケル・モリソン (2008-2011)
- ジャック・ホッブス (2008-2011)
- ブルーノ・ベルナー (2008-2012)
- アレックス・ブルース (2010)
- ミヒャエル・ラメイ (2010-2011)
- ザク・ウィットブレッド (2010-2012)
- ブランドン・コーヴァー (2010-)
- ベン・チルウェル (2010-2020)
- グレッグ・カニンガム (2010-2011)
- カイル・ノートン (2010-2011)
- ベン・ミー (2011)
- パトリック・ファン・アーンホルト (2011)
- ジェフリー・ブルマ (2011)
- マイケル・ボール (2011-2012)
- マット・ミルズ (2011-2012)
- リー・ペルティア (2011-2012)
- ソル・バンバ (2011-2012)
- ジョン・ペイントシル (2011-2012)
- ショーン・セントレジャー (2011-2014)
- ポール・コンチェスキー (2011-2016)
- マイケル・キーン (2012-2013)
- ウェズ・モーガン (2012-2021)
- リッチー・デ・ラエト (2012-2016)
- ベン・ネルソン (2013-)
- イグナシ・ミケル (2013-2014)
- マルチン・ヴァシレフスキ (2013-2017)
- マシュー・アップソン (2014-2015)
- ダニー・シンプソン (2014-2019)
- ロベルト・フート (2015-2018)
- ヨアン・ベナルアン (2015-2019)
- クリスティアン・フックス (2015-2021)
- ルイス・エルナンデス (2016-2017)
- モラ・ワゲ (2017)
- アレクサンダル・ドラゴヴィッチ (2017-2018)
- ハリー・マグワイア (2017-2019)
- ジョニー・エバンズ (2018-2023)
- フィリプ・ベンコヴィッチ (2018-2022)
- リカルド・ペレイラ (2018-)
- チャーラル・ソユンジュ (2018-2023)
- ジェームス・ジャスティン (2019-)
- ライアン・ベネット (2020)
- ウェズレイ・フォファナ (2020-2022)
- ティモシー・カスターニュ (2020-2023)
- ヤニク・ヴェスターゴーア (2021-)
- ライアン・バートランド (2021-2023)
- ヴァウト・ファース (2022-)
- ハリー・サウター (2023-)
- ヴィクトル・クリスティアンセン (2023-)
- カラム・ドイル (2023-2024)
- コナー・コーディ (2023-2025)
- カレブ・オコリ (2024-)
- ウォヨ・クリバリ (2025-)

### MF
- スティーブ・コリカ (1995-1996)
- ニール・レノン (1996-2000)
- ムジー・イゼット (1996-2004)
- テオドロス・ザゴラキス (1996-2004)
- ロベルト・マンチーニ (2001)
- デニス・ワイズ (2001-2002)
- シュテファン・フロイント (2004)
- ハムザ・チョードゥリー (2005-)
- ライアン・スミス (2005-2006)
- ジェフリー・シュルップ (2005-2016)
- アンディ・キング (2006-2020)
- キアナン・デューズバリー＝ホール (2006-2024)
- ハーヴィー・バーンズ (2007-2023)
- マーク・イェイツ (2007)
- ジョニー・ヘイズ (2007-2009)
- スティーブン・クレメンス (2007-2010)
- リー・ヘンドリー (2008)
- マーク・デイビス (2008-2009)
- マシュー・オークリー (2008-2012)
- トム・クレヴァリー (2009)
- ポール・ギャラガー (2009-2015)
- ケイシー・マカティア (2009-)
- ジェイ・スピーリング (2010)
- ノルベルト・ソラーノ (2010)
- 阿部勇樹 (2010-2012)
- マイケル・ジョンソン (2011-2012)
- ジェルソン・フェルナンデス (2011-2012)
- ジェシー・リンガード (2012-2013)
- ダニー・ドリンクウォーター (2012-2017)
- アントニー・クノッカール (2012-2015)
- サミー・ブレイブルック (2012-)
- マティ・ジェームズ (2012-2021)
- エステバン・カンビアッソ (2014-2015)
- ニック・パウエル (2014-2015)
- トム・ローレンス (2014-2017)
- リヤド・マフレズ (2014-2018)
- マーク・オルブライトン (2014-2024)
- ウィル・アウベス (2014?-)
- エンゴロ・カンテ (2015-2016)
- ネイサン・ダイアー (2015-2016)
- ギョクハン・インレル (2015-2016)
- ダニエル・アマーティ (2016-2023)
- ナンパリス・メンディ (2016-2023)
- デマレイ・グレイ (2016-2021)
- バルトシュ・カプストゥカ (2016-2020)
- ウィルフレッド・ディディ (2016-)
- ジョージ・トーマス (2017-2020)
- アドリエン・シウバ (2017-2020)
- ビセンテ・イボーラ (2017-2019)
- フォッセニ・ディアバテ (2018-2020)
- カマル・ソワー (2018-2021)
- カラム・ライト (2018-2022)
- ジェームズ・マディソン (2018-2023)
- ラシド・ゲザル (2018-2021)
- ユーリ・ティーレマンス (2019-2023)
- アジョセ・ペレス (2019-2023)
- デニス・プラート (2019-2024)
- タナワット・スエンチッタウォン (2020-2023)
- ブバカリ・スマレ (2021-)
- アデモラ・ルックマン (2021-2022)
- テテ (2023)
- ステフィー・マヴィディディ (2023-)
- ハリー・ウィンクス (2023-)
- ユヌス・アクギュン (2023-2024)
- チェーザレ・カザデイ (2023-2024)
- ボビー・リード (2024-)
- マイケル・ゴールディング (2024-)
- ファクンド・ブオナノッテ (2024-2025)
- オリヴァー・スキップ (2024-)
- ビラル・エル・カンヌス (2024-)

### FW
- ドン・レヴィー (1944-1949)
- ゲーリー・リネカー (1976-1985)
- アラン・スミス (1982-1987)
- ローリー・カニンガム (1985-1986)
- エミール・ヘスキー (1987-2000)
- ポール・ディコフ (2002-2004)
- レス・ファーディナンド (2003-2004)
- マーカス・ベント (2003-2004)
- デヴィッド・コノリー (2004-2005)
- ディオン・ダブリン (2004-2006)
- マックス・グラデル (2005-2006)
- マッティ・フライアット (2006-2011)
- マルコ・フェレイラ (2007-2008)
- カール・コート (2007-2008)
- コリンズ・ジョン (2007-2008)
- DJ・キャンベル (2007-2010)
- ロイド・ダイアー (2008-2014)
- ヤン・ケルモルガン (2009-2011)
- マーティン・ワグホーン (2009-2014)
- スタン・コリモア (2010)
- ジェームズ・ヴォーン (2010)
- ディオマンシ・カマラ (2011)
- ダリウス・ヴァッセル (2010-2012)
- ヤクブ・アイェグベニ (2011)
- ジャーメイン・ベックフォード (2011-2013)
- デヴィッド・ニュージェント (2011-2015)
- ネイサン・デルフォンゾ (2012)
- ジェイミー・ヴァーディ (2012-2025)
- ハリー・ケイン (2013)
- クリス・ウッド (2013-2015)
- ケヴィン・フィリップス (2014)
- レオナルド・ウジョア (2014-2018)
- アンドレイ・クラマリッチ (2015-2016)
- 岡崎慎司 (2015-2019)
- イスラム・スリマニ (2016-2021)
- アーメド・ムサ (2016-2018)
- ケレチ・イヘアナチョ (2017-2024)
- ジェレミー・モンガ (2018?-)
- ジェンギズ・ウンデル (2020-2021)
- パトソン・ダカ (2021-)
- トム・キャノン (2023-2025)
- アブドゥル・ファタウ (2023-)
- ジョルダン・アイェウ (2024-)
- オドソンヌ・エドゥアール (2024-2025)